# Ушлейка
Ушле́йка (рос. Ушлейка, ерз. Ушлейка) — селище у складі Кадошкінського району Мордовії, Росія. Входить до складу Латишовського сільського поселення.
Населення — 3 особи (2010; 17 у 2002).
Національний склад станом на 2002 рік:
- росіяни — 100 %